# Paderno d'Adda
Paderno d'Adda é uma comuna italiana da região da Lombardia, província de Lecco, com cerca de 3.229 habitantes. Estende-se por uma área de 3 km², tendo uma densidade populacional de 1076 hab/km². Faz fronteira com Calusco d'Adda (BG), Cornate d'Adda (MI), Medolago (BG), Robbiate e Verderio Superiore.

## Demografia
| Variação demográfica do município entre 1861 e 2011                               |
|                                                                                   |
| Fonte: Istituto Nazionale di Statistica (ISTAT) - Elaboração gráfica da Wikipedia |